# Karolína Bednářová
Karolína Bednářová (ur. 20 lipca 1986 we Frýdlancie)) – czeska siatkarka, reprezentantka kraju, grająca jako atakująca. Obecnie występuje w drużynie Alemannia Aachen.